# Бэгли, Маркус
Маркус Бэгли (англ. Marcus Bagley, род. 23 октября 2001) — американский профессиональный баскетболист. Играл за университетскую баскетбольную команду «Аризона Стэйт Сан Девилз». Играет на позиции лёгкого форварда

## Профессиональная карьера
После того, как Бэгли не был выбран на драфте НБА 2023 года, он присоединился к клубу «Филадельфия Севенти Сиксерс» для участия в Летней лиге НБА 2023 года, а 21 сентября 2023 года подписал контракт с «Севенти Сиксерс». Однако через пять дней от него отказались. 29 октября он присоединился к «Делавэр Блю Коатс».
24 марта 2025 года «Филадельфия Севенти Сиксерс» объявила, что они подписали с Бэгли десятидневный контракт. 5 апреля Бэгли подписал второй десятидневный контракт с «Севенти Сиксерс».

## Статистика

### Статистика в НБА
| Сезон                                                                                    | Команда     | Регулярный сезон | Регулярный сезон | Регулярный сезон | Регулярный сезон | Регулярный сезон | Регулярный сезон | Регулярный сезон | Регулярный сезон | Регулярный сезон | Регулярный сезон | Регулярный сезон | Серия плей-офф | Серия плей-офф | Серия плей-офф | Серия плей-офф | Серия плей-офф | Серия плей-офф | Серия плей-офф | Серия плей-офф | Серия плей-офф | Серия плей-офф | Серия плей-офф |
| Сезон                                                                                    | Команда     | GP               | GS               | MPG              | FG%              | 3P%              | FT%              | RPG              | APG              | SPG              | BPG              | PPG              | GP             | GS             | MPG            | FG%            | 3P%            | FT%            | RPG            | APG            | SPG            | BPG            | PPG            |
| ---------------------------------------------------------------------------------------- | ----------- | ---------------- | ---------------- | ---------------- | ---------------- | ---------------- | ---------------- | ---------------- | ---------------- | ---------------- | ---------------- | ---------------- | -------------- | -------------- | -------------- | -------------- | -------------- | -------------- | -------------- | -------------- | -------------- | -------------- | -------------- |
| 2024/25                                                                                  | Филадельфия | 10               | 4                | 25,3             | 39,1             | 15,6             | 80,0             | 7,0              | 1,0              | 0,9              | 1,2              | 6,7              | Не участвовал  | Не участвовал  | Не участвовал  | Не участвовал  | Не участвовал  | Не участвовал  | Не участвовал  | Не участвовал  | Не участвовал  | Не участвовал  | Не участвовал  |
|                                                                                          | Всего       | 10               | 4                | 25,3             | 39,1             | 15,6             | 80,0             | 7,0              | 1,0              | 0,9              | 1,2              | 6,7              | Не участвовал  | Не участвовал  | Не участвовал  | Не участвовал  | Не участвовал  | Не участвовал  | Не участвовал  | Не участвовал  | Не участвовал  | Не участвовал  | Не участвовал  |
| Наведите курсор мыши на аббревиатуры в заголовке таблицы, чтобы прочесть их расшифровку. |             |                  |                  |                  |                  |                  |                  |                  |                  |                  |                  |                  |                |                |                |                |                |                |                |                |                |                |                |

### Статистика в Джи-Лиге
| Сезон                                                                                    | Команда           | Регулярный сезон | Регулярный сезон | Регулярный сезон | Регулярный сезон | Регулярный сезон | Регулярный сезон | Регулярный сезон | Регулярный сезон | Регулярный сезон | Регулярный сезон | Регулярный сезон | Серия плей-офф | Серия плей-офф | Серия плей-офф | Серия плей-офф | Серия плей-офф | Серия плей-офф | Серия плей-офф | Серия плей-офф | Серия плей-офф | Серия плей-офф | Серия плей-офф |
| Сезон                                                                                    | Команда           | GP               | GS               | MPG              | FG%              | 3P%              | FT%              | RPG              | APG              | SPG              | BPG              | PPG              | GP             | GS             | MPG            | FG%            | 3P%            | FT%            | RPG            | APG            | SPG            | BPG            | PPG            |
| ---------------------------------------------------------------------------------------- | ----------------- | ---------------- | ---------------- | ---------------- | ---------------- | ---------------- | ---------------- | ---------------- | ---------------- | ---------------- | ---------------- | ---------------- | -------------- | -------------- | -------------- | -------------- | -------------- | -------------- | -------------- | -------------- | -------------- | -------------- | -------------- |
| 2023/24                                                                                  | Делавэр Блю Коатс | 20               | 2                | 19,8             | 35,8             | 28,6             | 54,5             | 4,8              | 0,6              | 0,6              | 0,3              | 7,1              | Не участвовал  | Не участвовал  | Не участвовал  | Не участвовал  | Не участвовал  | Не участвовал  | Не участвовал  | Не участвовал  | Не участвовал  | Не участвовал  | Не участвовал  |
| 2024/25                                                                                  | Делавэр Блю Коатс | 34               | 18               | 26,2             | 42,5             | 30,6             | 72,5             | 7,1              | 1,2              | 0,6              | 0,6              | 9,4              | Не участвовал  | Не участвовал  | Не участвовал  | Не участвовал  | Не участвовал  | Не участвовал  | Не участвовал  | Не участвовал  | Не участвовал  | Не участвовал  | Не участвовал  |
|                                                                                          | Всего             | 54               | 20               | 23,8             | 40,2             | 30,0             | 66,1             | 6,2              | 1,0              | 0,6              | 0,5              | 8,6              | Не участвовал  | Не участвовал  | Не участвовал  | Не участвовал  | Не участвовал  | Не участвовал  | Не участвовал  | Не участвовал  | Не участвовал  | Не участвовал  | Не участвовал  |
| Наведите курсор мыши на аббревиатуры в заголовке таблицы, чтобы прочесть их расшифровку. |                   |                  |                  |                  |                  |                  |                  |                  |                  |                  |                  |                  |                |                |                |                |                |                |                |                |                |                |                |

### Статистика в NCAA
| Сезон | Команда       | Conf   | Class | GP | GS | MPG  | FG%  | 3P%  | FT%  | RPG | APG | SPG | BPG | PPG  |
| --- | ------------- | ------ | ----- | -- | -- | ---- | ---- | ---- | ---- | --- | --- | --- | --- | ---- |
| 2020/21 | Аризона Стэйт | Pac-12 | FR    | 12 | 11 | 29,2 | 38,7 | 34,7 | 71,9 | 6,2 | 1,2 | 0,8 | 0,4 | 10,8 |
| 2021/22 | Аризона Стэйт | Pac-12 | SO    | 3  | 3  | 22,7 | 38,5 | 38,5 | 71,4 | 4,0 | 1,3 | 0,3 | 0,0 | 10,0 |
| 2022/23 | Аризона Стэйт | Pac-12 | SO    | 2  | 2  | 28,5 | 31,8 | 33,3 | 61,5 | 4,0 | 1,5 | 0,0 | 0,5 | 12,5 |
| Всего | Всего         | Всего  | Всего | 17 | 16 | 27,9 | 37,7 | 35,1 | 69,2 | 5,5 | 1,2 | 0,6 | 0,4 | 10,9 |
| Наведите курсор мыши на аббревиатуры в заголовке таблицы, чтобы прочесть их расшифровку Статистика приведена с сайта sports-reference.com |               |        |       |    |    |      |      |      |      |     |     |     |     |      |